# Jenny Haack
Jenny Haack (* 1971) ist eine deutsche Tänzerin, Choreographin, Künstlerin und Leiterin von Tanzfestivals.

## Werdegang
Jenny Haack studierte zunächst Neue Deutsche Literatur, Romanistik und Anglistik in Marburg, und danach Freie Kunst, Performance und Videokunst an der Hochschule für Bildende Künste Braunschweig. Von 1994 bis 1996 wurde sie von Anzu Furukawa in Butoh unterrichtet, und lernte 1996 bei einem Studienaufenthalt bei Suprapto Suryodarmo auf Java Amerta Movement. Von 1997 bis 1999 absolvierte sie eine Ausbildung in zeitgenössischem Tanz bei Bewegungsart in Freiburg im Breisgau. Bereits seit 1995 war sie als Tänzerin in Tanz-Projekten verschiedener Choreographen engagiert – darunter Anzu Furukawa, Suzy Blok, Marc Ates, und Martin Sonderkamp – und entwickelte zudem ihre eigenen, oft interdisziplinären Produktionen, die international präsentiert wurden. Von 2000 bis 2002 war sie Artist in Residence bei der artblau Tanzwerkstatt in Braunschweig. Als Tänzerchoreographin arbeitet sie seit 2001 auch mit der Verbindung und Überlagerung von Tanz und Video. 2001 schloss sie ihr Studium an der HBK Braunschweig mit Auszeichnung ab und war dort anschließend bis 2003 Meisterschülerin. 2006 gründete sie in Berlin das ada-Tanzstudio und Bühne für Zeitgenössischen Tanz und leitete es bis 2008 gemeinsam mit Gabi Beier. 2013 gründete sie die gemeinnützige Organisation berlin arts united und veranstaltet nun in leitender Funktion Tanzfestivals, von 2013 bis 2016 Improvisation XChange und seit 2017 Soundance Festival, internationales Festival für zeitgenössischen Tanz und Musik, das in der freien Berliner Tanz-Spielstätte DOCK 11 stattfindet. Mit der Cellistin Hui-Chun Lin bildet sie als Tänzerin seit 2016 das Duo Ocean of pink dots. Seit 2019 ist sie Mitglied im Vorstand des Zeitgenössischer Tanz Berlin e.V.

## Auszeichnungen
- 2003: 1. Preis Meisterschülerausstellung, Hochschule für Bildende Künste Braunschweig
- 2004: Publikumspreis für Switch-tükör stadium, Video, Medienfestival Pécs, Ungarn
- 2006: 1. Preis für Paar mit Sessel, Tanztheater – Duett, Internationales Tanzfestival Kalisz, Polen
- 2007: Auszeichnung 7 pearls für Das Auge am Körper No.1, Videoperformance, und für Zwischen Stühlen, Video, Tanzvideowettbewerb POOL07, Berlin.[1]

## Stipendien
- 2000-02: Artist-in-residence, Artblau Tanzwerkstatt, Braunschweig
- 2004: Klosterfonds-Förderstipendium, Braunschweig[8]
- 2004: Arbeitsstipendium Stiftung Nord LB, Braunschweig
- 2005: Weiterbildungsstipendium Zeitgenössischer Tanz, Senat für Wissenschaft, Forschung und Kultur, Berlin[9]

## Lehrtätigkeit und Tanzdokumentation
Haack hielt Gastvorträge in Tanzwissenschaft bzw. gab Workshops in Tanztraining unter anderem an der Technischen Universität Berlin, Hochschule für Schauspielkunst Ernst Busch, Kunstmuseum Bonn, Hochschule für Bildende Künste Braunschweig, Universität Bayreuth, und Bundesakademie für kulturelle Bildung Wolfenbüttel. Außerdem erstellte sie von 2003 bis 2008 Tanzdokumentationen u. a. für das Mime Centrum Berlin und das CI Festival Freiburg.

## Improvisation XChange und Soundance Festival
Während Improvisation XChange (2013 bis 2016) den Schwerpunkt auf freie Improvisation setzte, vereint das Soundance Festival (seit 2017) ein "breites Spektrum künstlerischer Positionen von Zeitgenössischem Tanz zu Klangkunst, Echtzeitmusik, Elektronik und Improvisation" (Eigenbeschreibung). Soundance präsentiert sowohl komponierte, choreographierte Werke wie auch Freie Improvisationen, und bietet ergänzend Workshops und tanzwissenschaftliche Reflexionen sowie Research-Projekte.
An beiden Festivals wirkten zahlreiche internationale Tänzer, Musiker und Performer mit, darunter u. a. Annelie André, Mouafak Aldoabl, Anna Bogdanowicz, Rossella Canciello, Maya M. Carroll, Audrey Chen, Maria Colusi, Jenny Döll, Megumi Eda, Sunniva Vikør Egenes, Korhan Erel, Cansu Ergin, Josephine Evrard, Camilla Milena Féher, Lisanne Goodhue, Jenny Haack, Margarete Huber, Hilary Jeffery, Yuko Kaseki, Yui Kawaguchi, Harald Kimmig, Meinrad Kneer, Mattef Kuhlmey, Anni Lattunen, Hsiao-Ting Lee, Hui-Chun Lin, Susanne Martin, Olivia Mitterhuemer, Andrew Morrish, Thieng Nguyen, Meltem Nil, Daniele Ninarello, Alex Nowitz, Jenny Ocampo, Rieko Okuda, Adam Pultz Melbye, Ingo Reulecke, Roberta Ricci, Simon Rose, Lilo Stahl, Ulrike Sowodniok, Aki Takase, Manuela Tessi, Joan Trellu, Biliana Voutchkova, Uygur Vural, Junko Wada, Ute Wassermann, Christian Wolfarth, Alfred Zimmerlin.
Das Soundance-Festival 2021 fand, in den Worten der Ankündigung "live, in Echtzeit oder als begehbares Screening — digital, hybrid, geatmet und pulsiert." statt.